# Royal Plaza
Het Royal Plaza is een hotel met 394 kamers dat zich op het terrein van het Walt Disney World Resort bevindt, maar geen eigendom is van de Walt Disney Corporation. 
Het hotel opende oorspronkelijk als The Royal Inn in oktober 1972. In de jaren 70 werd de hotelnaam veranderd naar The Hotel Royal Plaza, maar staat nu bekend onder de naam Royal Plaza. Het hotel heeft een restaurant "The Giraffe Cafe and Tavern". Na orkaan Charley in augustus 2004 moest het hotel sluiten vanwege de grote schade. Het heropende in 2006 na een miljoenen dollar kostende renovatie.
Het hotel staat vooral bekend vanwege het feit dat het de grootste kamers heeft in het Downtown Disney-gebied.